# David Prill
David Prill (* 1959) ist ein US-amerikanischer Schriftsteller.

## Leben und Wirken
David Prill wuchs in Bloomington, Minnesota auf. An der University of Minnesota machte er einen Abschluss in Journalistik. Er schrieb politische Kolumnen für unter anderem die Zeitung Minnesota Daily. David Prill wohnt in Eagan, einem Vorort von Minneapolis.
1989 war Prill Teilnehmer des renommierten Clarion Science Fiction Writers’ Workshops für angehende Science-Fiction- und Fantasy-Autoren.
Sein erster Roman The Unnatural erschien 1995. In diesem satirischen Werk ist das Einbalsamieren von Verstorbenen die Sportart Nummer 1 in den Vereinigten Staaten. The Unnatural gewann den Minnesota Book Award 1996 in der Kategorie Fantasy & Science Fiction. In seinem zweiten Roman Serial Killer Days, einer weiteren schwarzen Komödie, erschienen 1996, ist der Serienmördertag ein Feiertag in einer Kleinstadt in Minnesota: Da ein Serienmörder zwanzig Jahre lang jedes Jahr ein Opfer in der Kleinstadt gefordert hat, wird daraus ein Feiertag gemacht. Der Roman wurde in die Vorschlagsliste des James Tiptree, Jr. Awards 1997 aufgenommen. In Second Coming Attractions bestimmen christliche Filme das Filmgeschäft Hollywoods. Seine Kurzgeschichte The Last Horror Show wurde 2004 für den International Horror Guild Award nominiert.

## Werke

### Romane
- The Unnatural. St. Martin’s Press, New York 1995. ISBN 0-312-11910-0.
- Serial Killer Days. St. Martin’s Press, New York 1996. ISBN 0-312-14411-3.
- Second Coming Attractions. St. Martin’s Press, New York 1998, ISBN 0-312-18173-6

### Kurzgeschichtensammlungen
- Dating Secrets of the Dead. Subterranean Press, Burton (Michigan) 2003, ISBN 1-931081-60-3.